# Psychidea pectinella
Psychidea pectinella är en fjärilsart som beskrevs av Jacob Hübner 1792. Psychidea pectinella ingår i släktet Psychidea och familjen säckspinnare. Inga underarter finns listade.